# Jeffrey Combs
Jeffrey Combs (Oxnard, California, 9 de setembro de 1954) é um ator norte-americano.

## Carreira
Jeffrey Combs é um dos atores mais conhecidos no gênero terror e ficção científica, normalmente ele sempre opta por trabalhar com esses gêneros pois ele diz se identificar com os mesmos. Além de ator ele dubla diversas animações.
Quando jovem ele participou do Pacífico Conservatório de Artes Performáticas em Santa Maria, e do Programa de Formação do Atores Profissionais na Universidade de Washington em Seattle. Ele passou cerca de quatro anos no teatro regional no Old Globe Theatre, em San Diego, e na Companhia de Teatro do Arizona em Tucson, antes de sair atuando.
Consagrado pelo papel do Dr. Herbert West nos filmes Re-Animator: A Hora dos Mortos-Vivos (1985), A Noiva do Re-Animator (1990) e Re-Animator: Fase Terminal (2003), Jeffrey Combs tornou-se o mais freqüente intérprete de personagens baseados na obra do escritor H.P. Lovecraft, ele gosta de trabalhar textos do escritor Lovecraft, normalmente trabalha com os diretores Stuart Gordon e Brian Yuzna.
Atuou em Do Além, Aprisionados pelo Medo e Herança Maldita, todas produções de origem lovecratfiana, além de encarnar o próprio escritor em Necronomicon: O Livro Proibido dos Mortos (1994). Começou a atuar em 1981, aparecendo em filmes de Terror desde Frightmare (1982). Suas contribuições ao gênero incluem ainda O Monstro Canibal (1987), O Poço e O Pêndulo (1990), o policial perturbado Milton Dammers do filme Os Espíritos (1996), A Casa da Colina (1999) e Faust: O Pesadelo Eterno (2000), além de participações menores, como em Eu Ainda Sei o Que Vocês Fizeram no Verão Passado (1998). Escreveu seu nome também no universo Trekkie, ao interpretar os personagens Weyoun e Brunt em Star Trek: Deep Space Nine, Penk no episódio 'Tsunkatse' de Star Trek: Voyager, e também Shran em Star Trek: Enterprise.

## Filmografia Parcial
- Bruxas (The Dunwich Horror / H.P. Lovecraft's The Darkest Evil) (2009)
- Sonâmbulos (Parasomnia) (2008)
- De volta a casa da colina (Return to House on Haunted Hill) (2007)
- Em Rota de Colisão (Stuck) (2007)
- Exorcismo - A Execução (Blackwater Valley Exorcism) (2006)
- Abominável (Abominable) (2006)
- Jogos Satânicos (Satanic) (2006)
- The Black Cat (Masters of Horror series) (2005)
- Submundo (Edmond) (2005)
- Re-Animator - Fase Terminal (Beyond Re-Animator) (2003)
- Medo Ponto Com / MedoPontoComBr (FeardotCom) (2002)
- Faust - O Pesadelo Eterno (Faust: Love of the Damned) (2000)
- A Casa da Colina (House on Haunted Hill) (1999)
- Fuga Desesperada (Spoiler) (1998)
- Eu Ainda Sei O Que Vocês Fizeram No Verão Passado (I Still Know What You Did Last Summer) (1998)
- Os Espíritos (The Frighteners) (1996)
- A Verdadeira História de Marilyn Monroe (Norma Jean & Marilyn) (1996)
- O Castelo Maldito (Castle Freak) (1995)
- Necronomicon - O Livro Proibido das Mortes (Necronomicon) (1993)
- A Fortaleza (Fortress) (1993)
- O Poço e o Pêndulo / A Mansão do Terror (The Pit and the Pendulum) (1991)
- Robô Jox - Os Gladiadores do Futuro (Robot Jox) (1990)
- A Noiva do Re-Animator (Bride of Re-Animator) (1990)
- O Monstro Canibal (Cellar Dweller) (1988)
- Reanimator (Re-Animator) (1985)
- O Homem Com Dois Cérebros / O Médico Erótico (The Man with Two Brains) (1983)
- De Quem É a Vida Afinal? (Whose Life Is It Anyway?) (1981)